# Сезар (кинопремия, 2025)
50-я церемония вручения премии «Сезар» за заслуги в области французского кинематографа за 2024 год состоялась 28 февраля 2025 года в концертном зале «Олимпия» в Париже. Церемония транслировалась в прямом эфире на телеканале Canal+. Председателем жюри выступила актриса Катрин Денёв, уже занимавшая эту должность в 1983 году, а режиссёром премии — Седрик Клапиш.
Номинанты были объявлены 29 января 2025 года. Лидером по числу номинаций стал фильм «Граф Монте-Кристо», выдвинутый на премию в четырнадцати категориях. Лента «Эмилия Перес», получила семь наград, в том числе в категории «Лучший фильм».

## Ведущие
24 января 2025 года телеканал Canal+ объявил, что в число ведущих премии войдут:
- Жан-Паскаль Зади[фр.] (главный ведущий)
- Эмманюэль Беар
- Алис Белаиди[фр.]
- Сесиль де Франс
- Афсиа Эрзи
- Були Ланнерс
- Уильям Лебгиль
- Венсан Макен
- Пио Мармай
- Вимала Понс[фр.]
- Рафаэль Кенар[фр.]
- Людивин Санье
- Жюстин Трие

## Лауреаты и номинанты

### Основные категории
| Лучший фильм | Лучший режиссёр |
| --- | --- |

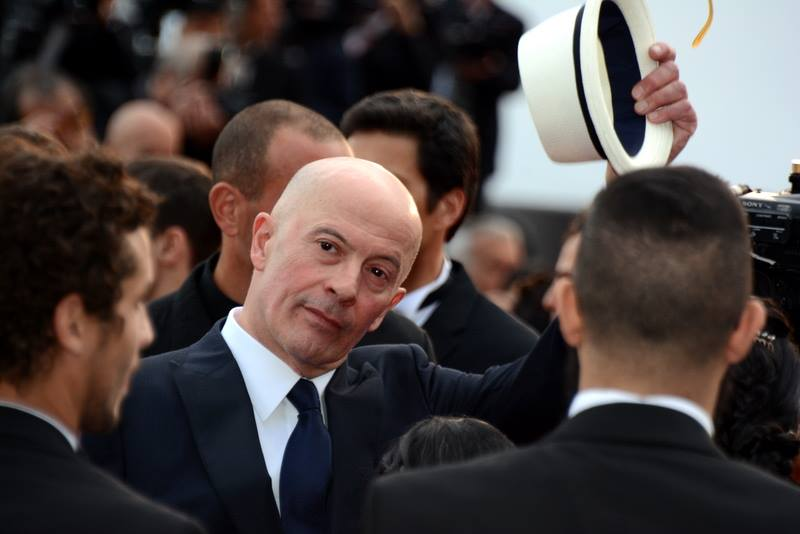
Жак Одиар, лауреат премии за лучшую режиссёру и лучший адаптированный сценарий

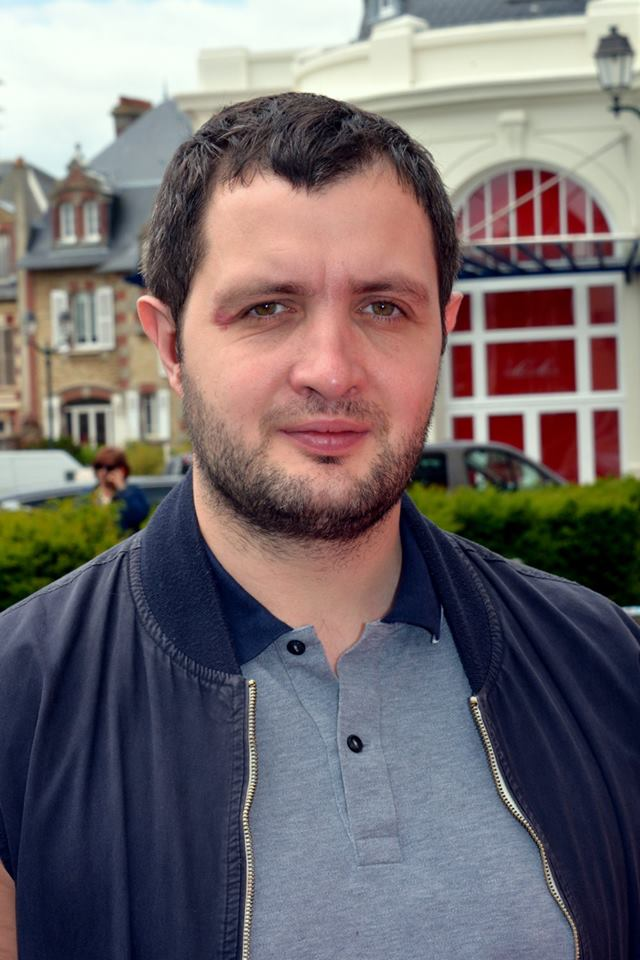
Карим Леклу, лауреат премии за лучшую мужскую роль

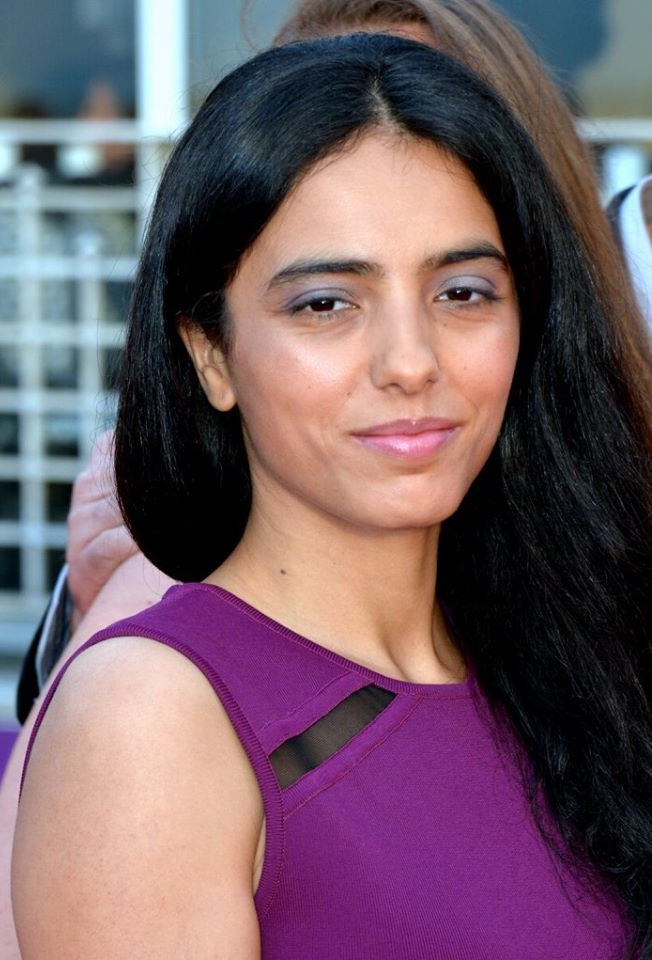
Афсиа Эрзи, лауреат премии за лучшую женскую роль

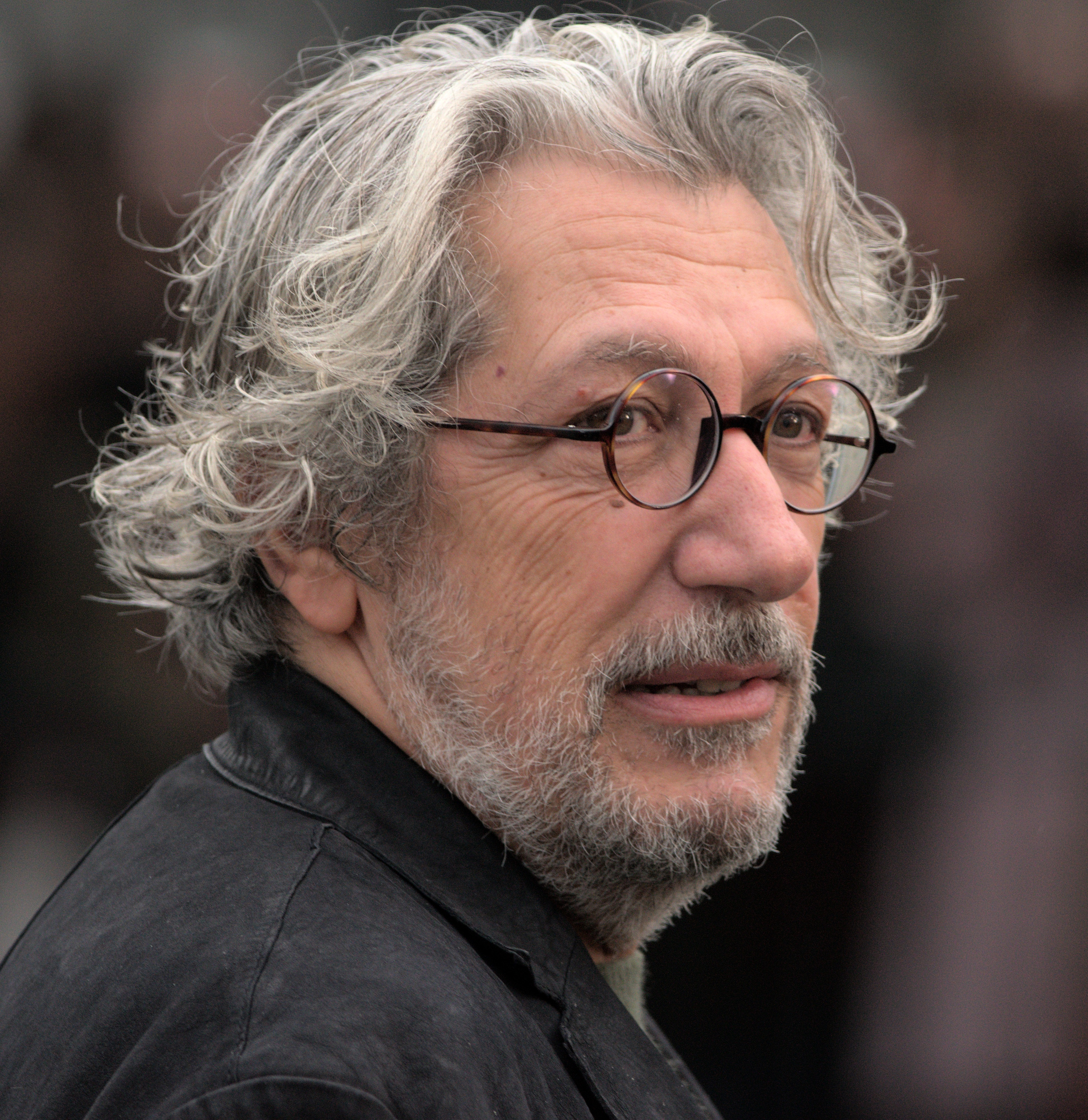
Ален Шаба, лауреат премии за лучшую мужскую роль второго плана

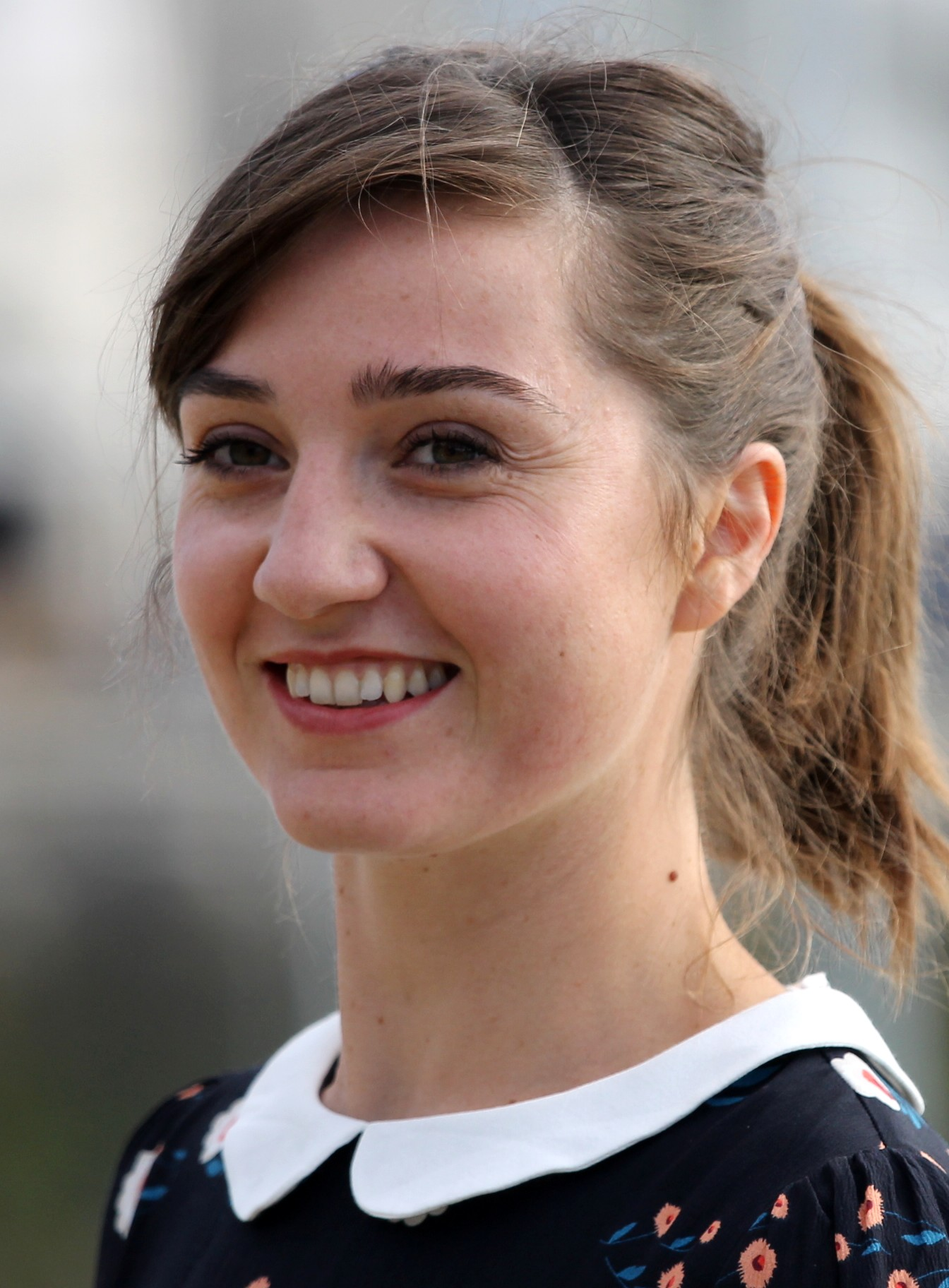
Мёрисс, Нина, лауреат премии за лучшую женскую роль второго плана

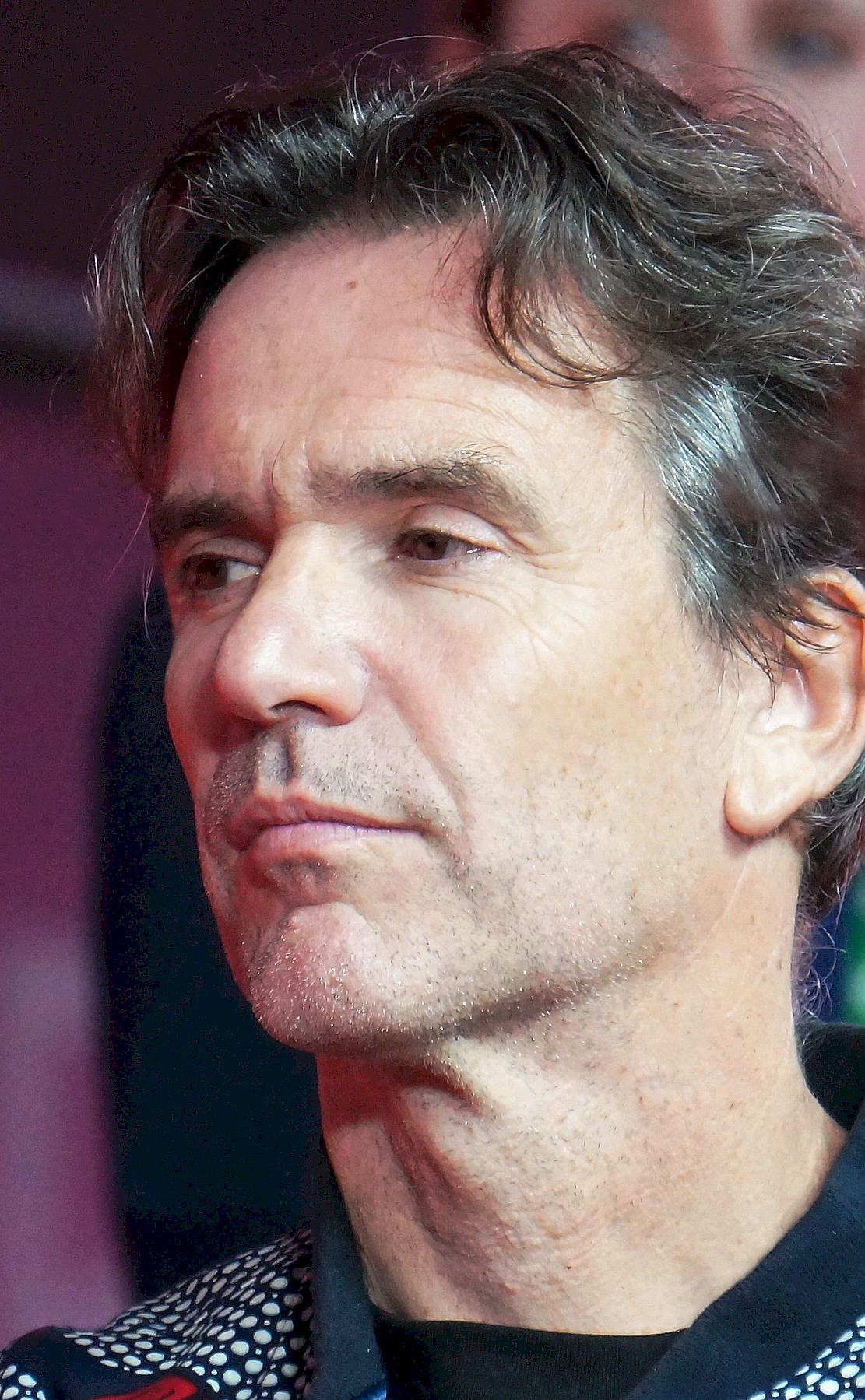
Ложкин, Борис, один из лауреатов премии за лучший оригинальный сценарий

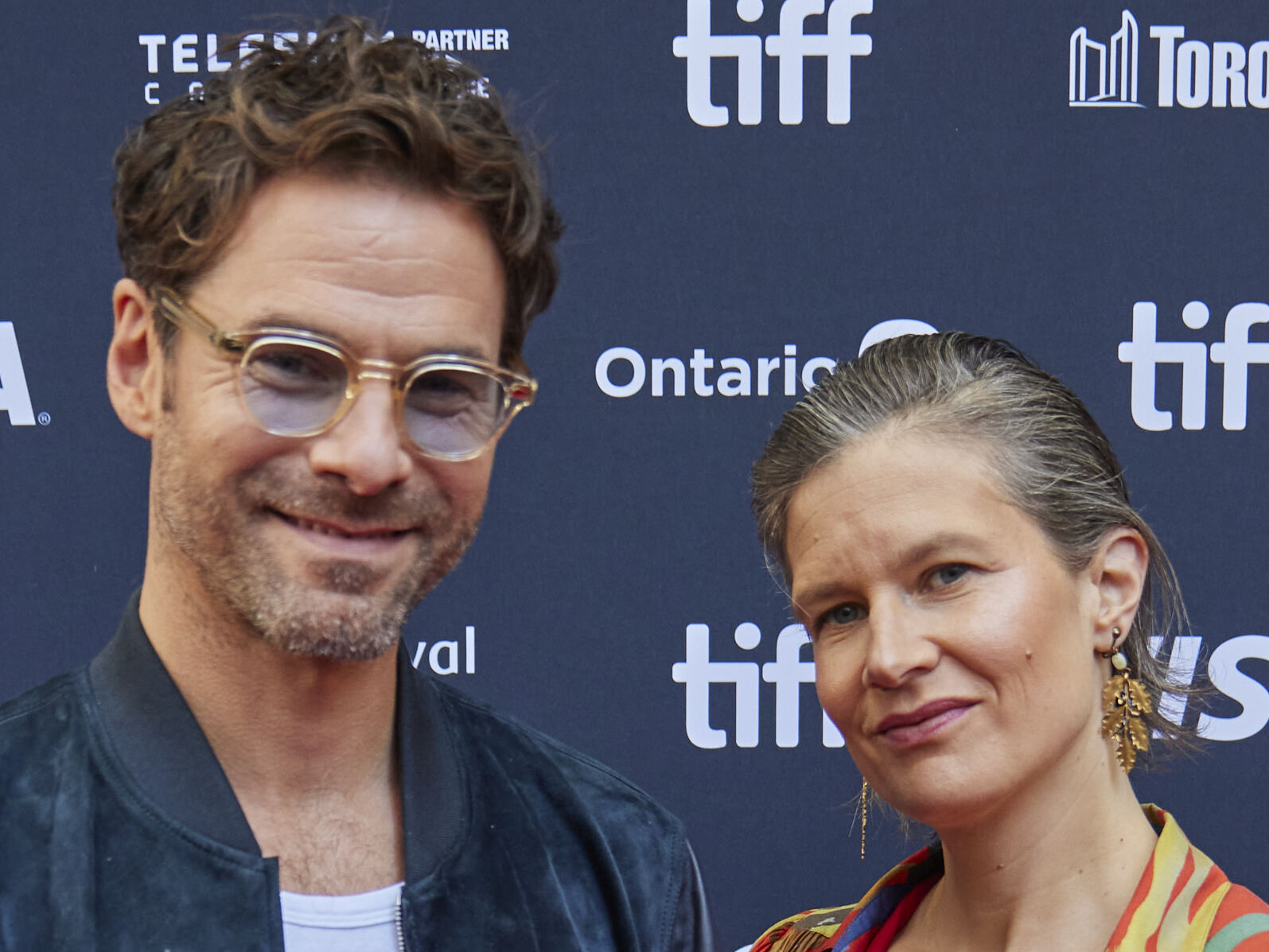
Дюколь, Клеман и Камий, лауреаты премии за лучшую музыку к фильму

| - «Эмилия Перес» (режиссёр Жак Одиар; продюсеры Паскаль Кошето, Жак Одиар и Валери Шерман) - «Братья по нотам» (режиссёр Эмманюэль Курколь; продюсеры Марк Бордюр и Робер Гедигян) - «Граф Монте-Кристо» (режиссёры Матьё Делапорт и Александр де Ла Пательер; продюсеры Дмитрий Рассам и Жером Сейду) - «История Сулеймана» (режиссёр Борис Ложкин; продюсер Брюно Наон) - «Милосердие» (режиссёр Ален Гироди; продюсер Шарль Жилибер) | - Жак Одиар — «Эмилия Перес» - Ален Гироди — «Милосердие» - Матьё Делапорт и Александр де Ла Пательер — «Граф Монте-Кристо» - Жиль Лелуш — «Разбитые сердца» - Борис Ложкин — «История Сулеймана» |
| Лучший актёр | Лучшая актриса |
| - Карим Леклу — «Роман о Джиме» (за роль Эймерика) - Бенжамен Лаверн — «Братья по нотам» (за роль Тибо Дезормо) - Пьер Нине — «Граф Монте-Кристо» (за роль Эдмона Дантеса) - Тахар Рахим — «Месье Азнавур» (за роль Шарля Азнавура) - Франсуа Сивиль — «Разбитые сердца» (за роль Клотера) | - Афсиа Эрзи — «Борго» (за роль Мелиссы) - Элен Венсан — «Что случилось осенью» (за роль Мишель Жиро) - Карла София Гаскон — «Эмилия Перес» (за роль Эмилии Перес) - Зои Салдана — «Эмилия Перес» (за роль Риты Моро Кастро) - Адель Экзаркопулос — «Разбитые сердца» (за роль Джеки) |
| Лучший актёр второго плана | Лучшая актриса второго плана |
| - Ален Шаба — «Разбитые сердца» (за роль отца Джеки) - Давид Айала — «Милосердие» (за роль Уолтера) - Бастьен Буйон — «Граф Монте-Кристо» (за роль Фернана де Морсерфа) - Жак Девеле — «Милосердие» (за роль Филиппа Гризеля) - Лоран Лафитт — «Граф Монте-Кристо» (за роль Жерара де Вильфора) | - Нина Мёрисс — «История Сулеймана» (за роль агента OFPRA) - Элоди Буше — «Разбитые сердца» (за роль матери Клотера) - Анаис Демустье — «Граф Монте-Кристо» (за роль Мерседес Эрреры) - Сара Суко — «Братья по нотам» (за роль Сабрины) - Катрин Фро — «Милосердие» (за роль Мартины) |
| Самый многообещающий актёр | Самая многообещающая актриса |
| - Абу Сангаре — «История Сулеймана» (за роль Сулеймана) - Адам Бесса — «Призраки» (за роль Амида) - Феликс Кысыл — «Милосердие» (за роль пастора Иеремии) - Пьер Лоттен — «Братья по нотам» (за роль Джимми Лекока) - Малик Фрика — «Разбитые сердца» (за роль 17-летнего Клотера) | - Майвен Бартелеми — «Чёрт возьми!» (за роль Мари-Лиз) - Мэллори Ванек — «Разбитые сердца» (за роль 15-летней Джеки) - Меган Нортем — «Рабиа» (за роль Рабии) - Малу Хебизи — «Дикий алмаз» (за роль Лианы) - Сухейла Якуб — «Планета Б» (за роль Нур) |
| Лучший оригинальный сценарий | Лучший адаптированный сценарий |
| - Борис Ложкин и Дельфин Агю — «История Сулеймана» - Ален Гироди — «Милосердие» - Стефан Демустье — «Борго» - Луиз Курвуазье и Тео Абади — «Чёрт возьми!» - Эмманюэль Курколь и Ирен Мускари — «Братья по нотам» | - Жак Одиар — «Эмилия Перес» (по мотивам романа «Écoute» Бориса Разона) - Матьё Делапорт и Александр де Ла Пательер — «Граф Монте-Кристо» (на основе одноимённого романа Александра Дюма-отца) - Мишель Хазанавичус и Жан-Клод Грумберг — «Самый ценный груз» (на основе одноимённого романа Грумберга) |
| Лучшие визуальные эффекты | Лучшие костюмы |
| - Седрик Файоль — «Эмилия Перес» - Стефан Дитту — «Месье Азнавур» - Оливье Кове — «Граф Монте-Кристо» - Седрик Файоль, Гуго Намур и Эмильен Лазарон — «Предчувствие» | - Тьерри Делетр — «Граф Монте-Кристо» - Изабель Матьё — «Месье Азнавур» - Вирджиния Монтель — «Эмилия Перес» - Изабель Паннетье — «Разбитые сердца» - Анаис Роман — «Божественная. Сара Бернар» |
| Лучшие декорации | Лучшая операторская работа |
| - Стефан Тайассон — «Граф Монте-Кристо» - Эмманюэль Дюпле — «Эмилия Перес» - Жан-Филипп Моро — «Разбитые сердца» - Оливье Радо — «Божественная. Сара Бернар» - Стефан Розенбаум — «Месье Азнавур» | - Поль Гийом — «Эмилия Перес» - Николя Больдюк — «Граф Монте-Кристо» - Тристан Галан — «История Сулеймана» - Клер Матон — «Милосердие» - Лоран Танги — «Разбитые сердца» |
| Лучший монтаж | Лучший звук |
| - Ксавье Сирван — «История Сулеймана» - Жюльетт Вельфлинг — «Эмилия Перес» - Симон Жаке — «Разбитые сердца» - Геррик Катала — «Братья по нотам» - Селия Лафитдюпон — «Граф Монте-Кристо» | - Эрван Керзанет, Эймерик Девольдер, Сирил Хольц и Нильс Барлетта — «Эмилия Перес» - Паскаль Арман, Сэнди Нотарианни и Нильс Барлетта — «Братья по нотам» - Марк-Оливье Брюлле, Пьер Барьо, Шарлотт Бутрак и Самюэль Айчун — «История Сулеймана» - Седрик Делош, Гвенноле ле Борнь, Джон Гок и Марк Дуан — «Разбитые сердца» - Давид Ри, Гвенноле ле Борнь, Оливье Туш, Лор-Энн Дарра, Марион Папино, Марк Дуан и Самюэль Делорм — «Граф Монте-Кристо» |
| Лучшая музыка к фильму | Лучший дебютный фильм |
| - Камий и Клеман Дюколь — «Эмилия Перес» - Джон Брайон — «Разбитые сердца» - Александр Деспла — «Самый ценный груз» - Чарли и Линда Курвуазье — «Чёрт возьми!» - Жером Реботье — «Граф Монте-Кристо» | - «Чёрт возьми!» (режиссёр Луиз Курвуазье) - «Дикий алмаз» (режиссёр Агат Ридингер) - «Королевство» (режиссёр Жюльен Колонна) - «Лучше всех» (режиссёр Артюс) - «Призраки» (режиссёр Джонатан Милле) |
| Лучший анимационный фильм | Лучший документальный фильм |
| - «Поток» (режиссёр Гинтс Зилбалодис) - «Дикая семейка» (режиссёр Клод Баррас) - «Самый ценный груз» (режиссёр Мишель Хазанавичус) | - «Ферма Бертранов» (режиссёр Жиль Перре) - «Дагомея» (режиссёр Мати Диоп) - «Красавица из Газы» (режиссёр Иоланда Зоберман) - «Мадам Хофман» (режиссёр Себастьен Лифшиц) - «Прощай, Тверия» (режиссёр Лина Солем) - «Эрнест Коул: Потерянный и найденный» (режиссёр Рауль Пек) |
| Лучший иностранный фильм | Лучший короткометражный фильм |
| - «Зона интересов» ( Великобритания / Польша / США), режиссёр Джонатан Глейзер - «Анора» ( США), режиссёр Шон Бейкер - «Семя священного инжира» ( Франция / Германия), режиссёр Мохаммад Расулоф - «Субстанция» ( Великобритания / Франция / США), режиссёр Корали Фаржа - «Ученик. Восхождение Трампа» ( Канада / США / Дания / Ирландия), режиссёр Али Аббаси                                                                         | - «Человек, который не мог молчать» (режиссёр Небойша Слиепчевич) - «Букан» (режиссёр Саломе да Соуза) - «Кесарево» (режиссёр Виолетт Життон) - «Королевский размер» (режиссёр Аврил Бессон) |
| Лучший короткометражный анимационный фильм | Лучший короткометражный документальный фильм |
| - «Фу!» (режиссёр Лоик Эспуш) - «Бабочка» (режиссёр Флоранс Мьель) - «Джи-Джи» (режиссёр Синтия Кальви) | - «Невесты Юга» (режиссёр Елена Лопес Риера) - «Маленький Спартак» (режиссёр Сара Ганем) - «Потерянное сердце и другие мечты о Бейруте» (режиссёр Майя Абдул-Малак) |

### Специальные награды
| Сезар лицеистов                                                                                 | Почётный «Сезар»                |
| ----------------------------------------------------------------------------------------------- | ------------------------------- |
| - «Братья по нотам» - «Граф Монте-Кристо» - «История Сулеймана» - «Милосердие» - «Эмилия Перес» | - Джулия Робертс - Коста-Гаврас |

## Фильмы с несколькими номинациями / победами
| Кол-во номинаций | Кол-во побед | Фильм                       |
| ---------------- | ------------ | --------------------------- |
| 14               | 2            | «Граф Монте-Кристо»         |
| 13               | 1            | «Разбитые сердца»           |
| 12               | 7            | «Эмилия Перес»              |
| 8                | 4            | «История Сулеймана»         |
| 8                | 0            | «Милосердие»                |
| 7                | 0            | «Братья по нотам»           |
| 4                | 0            | «Месье Азнавур»             |
| 4                | 2            | «Чёрт возьми!»              |
| 3                | 0            | «Самый ценный груз»         |
| 2                | 0            | «Божественная. Сара Бернар» |
| 2                | 1            | «Борго»                     |
| 2                | 0            | «Дикий алмаз»               |
| 2                | 0            | «Призраки»                  |